# Domenico Xarth
Domenico Xarth, O. Cist. (falecido em 1471) foi um prelado católico romano que serviu como bispo de Agrigento (1452–1471).

## Biografia
Domenico Xarth foi ordenado sacerdote na Ordem de Cister. A 10 de janeiro de 1452, foi nomeado pelo Papa Nicolau V como Bispo de Agrigento. Serviu como Bispo de Agrigento até à sua morte em 1471 em Roma.
Enquanto bispo, foi o principal co-consagrador de Dalmazio Gabrielli, bispo de Siracusa.